# Historisk lingvistik
Historisk lingvistik, også kaldet historisk sprogvidenskab, sproghistorie, diakronisk sprogvidenskab, diakron lingvistik, sammenlignende lingvistik og komparativ lingvistik, er den gren af lingvistikken som studerer sprogudvikling (de). Den adskiller sig fra deskriptiv og synkron lingvistik, som studerer sprog på et bestemt, givet tidspunkt i historien.
Den moderne historiske lingvistik voksede frem fra det ældre akademiske fag filologi, der var forskning i ældre tekster og dokumenter. I løbet af de første år arbejdede historisk lingvistik næsten udelukkende med indoeuropæiske sprog, men har siden udvidet betydeligt til at studere uralske sprog og forskellige sprogfamilier blandt de oprindelige amerikanere. Der arbejdes også med konstruktioner af ursprog (Grundsprog), såsom urindoeuropæiske sprog, herunder urgermansk og urkeltisk (de).